# المصرف العربي الدولي
تأسس المصرف العربي الدولي بموجب اتفاقية دولية تم توقيعها عام 1974 والمركز الرئيسي للمصرف في شارع عبد الخالق ثروت مدينة القاهرة ويزاول نشاطه من خلال 21 فرع داخل جمهورية مصر العربية وبموجب اتفاقية إنشاء المصرف فإنه يتمتع ببعض المزايا والحصانات داخل كل دولة من الدول الأعضاء (المساهمين).

## تأسيس المصرف
تأسس المصرف العربى الدولى عام 1974 طبقا لإتفاقية دولية بين حكومات جمهورية مصر العربية والجمهورية العربية الليبية وسلطنة عمان ودولة قطر ودولة الإمارات العربية المتحدة. المركز الرئيسى والمحل القانونى للمصرف هو مدينة القاهرة.
الغرض من هذا المصرف هو القيام بجميع الأعمال المصرفية والمالية والتجارية المتعلقة بمشروعات التنمية الإقتصادية والتجارة الخارجية وبصفة خاصة للدول الأعضاء وغيرها من الدول والبلدان العربية

## أهم المزايا والحصانات
- لا تسرى على المصرف القوانين المنظمة للمصارف والائتمان والرقابة على النقد والمؤسسات العامة أو ذات النفع العام وشركات القطاع العام والشركات المساهمة.
- لا يجوز اتخاذ أية اجراءات نحو تأميم أو مصادرة أو فرض الحراسة على أنصبة مساهمى المصرف أو على المبالغ المودعة به.
- لا تخضع سجلات المصرف ووثائقة ومحفوظاته لقوانين وقواعد الرقابة والتفتيش القضائي أو الإدارى أو المحاسبى.
- حسابات المودعين والتي قد توجد في بلد العضو سرية ولا يجوز الإطلاع عليها أو اتخاذ إجراءات الحجز القضائى أو الإدارى عليها قبل صدور حكم نهائى.
- أموال المصرف وأرباحه وتوزيعاته وكافة أوجه نشاطه وعملياته المختلفة معفاة من كافة أنواع الضرائب والرسوم والدمغات.
- لا يلتزم المصرف بتحصيل أو سداد أي أنواع الضرائب أو الرسوم أو الدمغات التي قد تفرض على عملائه.

## المساهمون
| المساهمون                                         | %       |
| ------------------------------------------------- | ------- |
| البنك المركزي المصري نيابة عن جمهورية مصر العربية | 38.76%  |
| البنك الليبي الخارجي نيابة عن دولة ليبيا          | 38.76%  |
| جهاز أبوظبي للاستثمار                             | 12.503% |
| شركة قطر القابضة نيابة عن دولة قطر                | 4.984%  |
| جهاز الإستثمار العُمانى بسلطنة عُمان                | 2.49%   |
| شركة انترناشيونال كابيتال تريدنج                  | 2.503%  |
| الإجمالي                                          | 100%    |

## نشاط المصرف
القيام بجميع الأعمال المصرفية والمالية والتجارية المتعلقة بمشروعات التنمية الإقتصادية والتجارة الخارجية وبصفة خاصة للدول الأعضاء وغيرها من البلدان العربية.

## استثمارات المصرف
واصل المصرف البحث عن الفرص المتاحة للاستثمار وفي مجالات مكملة لنشاط المصرف والداعمة لقدرته التنافسية، والواعدة في ربحيتها. وحرص المصرف على التاكد من قدرة إدارة هذه الاستثمارات على الاستمرار في تحقيق النجاح.
أهم الاستثمارات التي تمت هذا العام مساهمة المصرف في الزيادة النقدية المطروحة لرأسمال بنك الشركة المصرفية العربية الدولية في برنامجها لتحديث البنك، اثراً واضحاً على سعر سهم البنك في السوق العربية بمقدار 11.4 مليون دولار أمريكى، تم هذا نتيجة لقناعتنا بجدوى الاستثمار فضلاً على الحرص على الاحتفاظ بنسبة مساهمة في رأسمال هذا البنك والتي بلغت 46.04% من راسماله.
شارك المصرف ايضاً في زيادة حصته في رأسمال بنك قناة السويس بمقدار 25 مليون دولار منها 17 مليون دولار حتى 30 /6/2005، والباقى في الربع الأول من عام 2005/2006، وأصبح المصرف يمتلك حصة بلغت 33% من رأس المال.
كان لمشاركة المصرف هذه، وحرصه على مساندة الإدارة الجديدة في برنامجها لتحديث البنك، اثراً واضحاً على سعر سهم البنك في السوق، حيث تحققت زيادة عن سعر الشراء قدرها 3 جنيه في السهم الواحد عن تكلفته الدفترية وذلك حتى تاريخ اعداد هذا التقرير.
الزيادة الاجمالية الدفترية في قيمة هذا الاستثمار وهى 52 مليون جنيه، تعادل 9 ملايين دولار امريكى.
يواصل المصرف تصفية بعض الاستثمارات التاريخية والتي لم تحقق الاداء المتوقع منها. وسوف تؤدى هذه التصفيات إلى تحقيق ارباح رأسمالية مؤكدة نتيجة للمخصصات السابق تكوينها والتي تعادل اجمالى القيمة الدفترية لمساهمات المصرف في هذه الاستثمارات.
غير ان التوجه الرئيسى الآن ومستقبلاً سيكون في زيادة حجم مشاركة المصرف في الاستثمار في المشروعات القائمة والناجحة، وكذلك الترويج والمشاركة في مشروعات جديدة.
يدرس المصرف، من خلال التحالف مع بعض مؤسسات الاستثمار الناجحة، امكانية شراء حصص تكفل السيطرة، في بعض الشركات المعروضة. حددت الدراسات الاولية التي اعددناها، القطاعات الجاذبة لاهتمامنا، قطاع الصناعات البترولية والكيماوية، بعض مكونات البنية الأساسية المحققة لايرادات سنوية بالنقد الاجنبى، وقطاع الخدمات الاساسية، والتي يتاكد لنا وجود طلب عليها يفوق المعروض منها.
يراجع المصرف بالاشتراك مع 6 بنوك شقيقة الدراسة التي اعدها الاستشاريون لانشاء شركتين للتامين التكافلى. انتهت هذه الدراسة إلى جدوى الاستثمار فضلاً عن مساهماته في تنمية المدخرات الوطنية. طلب منا الشركاء المؤسسين البدء في اتخاذ الاجراءات التنفيذية للتأسيس، والبحث عن شريك ذو خبرة عالمية في مجال التامين التكافلى واشراكه من البداية في اعداد البرنامج التنفيذى والمؤهل لممارسة النشاط هذا وكان من المقرر ان تبدأ هذه الشركات عملها في فبراير 2006 .
و الجدير باذكر أن المصرف رأسه ثلاثة رؤساء وزارة أولهم الدكتور عبد المنعم القيسوني وزير الاقتصاد الذي أسسه عام 1971 بتكليف من الرئيس الراحل أنور السادات، وخلفه الدكتور أحمد نظمي الذي كان يشغل منصب محافظ البنك المركزي، ثم الدكتور مصطفى خليل بعد خروجه من رئاسة الوزراء عام 1980.
كما أن معظم حسابات المودعين تخص شركات كبرى كـ" العربية للتمويل الدولي "لوكسمبورج" بنسبة 89.7% ورأسمال 2.5 مليون دولار، و"مكنز للتجارة العالمي بالقاهرة" بنسبة 50% ومساهمة 62.5 مليون دولار، "المصرفية العربية الدولية" التي تساهم بنسبة 46% وبقيمة 44 مليون دولار، علاوًة على "الطبية والشركة العالمية للاستثمارات السياحية" التي تساهم بنسبة 40%.

## نقد
بعد اندلاع الثورة المصرية في 25 يناير 2011، والكشف عن ثروات رجال الأعمال والوزراء تقدم المحامي ممدوح إسماعيل إنه تقدم ببلاغ للنائب العام يطلب فيه وقف أي تعاملات وتحويلات من المصرف العربي الدولي. مشيرا إلى أن مجلس إدارة المصرف العربي الدولي أصدر تعليمات للموظفين بتنفيذ أي تحويلات مالية للخارج دون سقف أعلى للمبلغ الذي يتم تحويله، ودون الإشارة لاسم الشخص الذي يقوم بالتحويل حيث سيرمز له برموز حرفية وليس بالاسم الكامل. كما طلب إسماعيل التحفظ على رئيس مجلس إدارة البنك عاطف عبيد، بالإضافة إلى التحقيق معه بناء على هذه الأنباء
و تولى الدكتور عاطف عبيد رئاسة مجلس إدارة المصرف بعد خروجه من رئاسة الوزارة في مصر وذلك خلفا لرئيس المصرف السابق الدكتور مصطفى خليل رئيس مجلس الوزراء الاسبق في عهد الرئيس أنور السادات
النائب العام يطالب «المركزى» بمعلومات عن التحويلات التي أجراها المصرف العربى الدولى 
طلب المستشار عبد المجيد محمود النائب العام من البنك المركزي المصري ايفاده بمعلومات حول ما إذا كانت هناك تحويلات بأموال تمت إلى الخارج خلال اليومين الماضيين عن طريق المصرف العربى الدولى، وذلك عقب البلاغ الذي تقدم به اليوم المحامى ممدوح إسماعيل ضد المصرف العربى الدولى، والذي حمل رقم 101 لسنه 2011 وتضمن ان هناك انباء ترددت من داخل البنوك المصرية تفيد ان المصرف العربى قام خلال اليومين الماضين بتحويلات للخارج بطرق مريبة وبأرقام مشفرة ودون أسماء، حيث ان هذا البنك غير خاضع للبنك المركزى الا في حالة الطواريء
.

## أبرز رؤساء المصرف
- الدكتور عبد المنعم القيسوني
- الدكتور أحمد نظمي
- الدكتور مصطفى خليل
- الفريق كمال حسن علي
- عاطف عبيد
- هشام رامز

## الهامش
1. ↑  "كشف ثروات مسؤولين سابقين بمصر". الجزيرة نت. 8 فبراير 2011. مؤرشف من الأصل في 2011-02-11. اطلع عليه بتاريخ 2011-02-09.

## وصلات خارجية
- موقع المصرف العربي الدولي